# Touahria
Touahria (în arabă الطواھيرية) este o comună din provincia Mostaganem, Algeria.
Populația comunei este de 7.593 de locuitori (2008).